# Ланкастер (переписна місцевість, Нью-Гемпшир)
Ланкастер (англ. Lancaster) — переписна місцевість (CDP) в США, в окрузі Коос штату Нью-Гемпшир. Населення — 1941 особа (2020).

## Географія
Ланкастер розташований за координатами 44°29′19″ пн. ш. 71°34′28″ зх. д. / 44.48861° пн. ш. 71.57444° зх. д. (44.488650, -71.574325).  За даними Бюро перепису населення США в 2010 році переписна місцевість мала площу 5,32 км², з яких 5,20 км² — суходіл та 0,12 км² — водойми. В 2017 році площа становила 8,21 км², з яких 7,71 км² — суходіл та 0,50 км² — водойми.

## Демографія
Згідно з переписом 2010 року, у переписній місцевості мешкало 1725 осіб у 705 домогосподарствах у складі 422 родин. Густота населення становила 324 особи/км².  Було 816 помешкань (153/км²).
Расовий склад населення:
| - 96,2 % — білих - 0,9 % — корінних американців - 0,9 % — азіатів - 0,5 % — чорних або афроамериканців - 0,1 % — вихідців з тихоокеанських островів |

До двох чи більше рас належало 1,2 %. Частка іспаномовних становила 2,5 % від усіх жителів.
За віковим діапазоном населення розподілялося таким чином: 23,7 % — особи молодші 18 років, 58,6 % — особи у віці 18—64 років, 17,7 % — особи у віці 65 років та старші. Медіана віку мешканця становила 42,7 року. На 100 осіб жіночої статі у переписній місцевості припадало 87,3 чоловіків;  на 100 жінок у віці від 18 років та старших — 83,4 чоловіків також старших 18 років.
Середній дохід на одне домашнє господарство  становив 60 888 доларів США (медіана — 57 589), а середній дохід на одну сім'ю — 83 595 доларів (медіана — 72 500). Медіана доходів становила 40 449 доларів для чоловіків та 42 560 доларів для жінок. За межею бідності перебувало 10,8 % осіб, у тому числі 12,9 % дітей у віці до 18 років та 18,8 % осіб у віці 65 років та старших.
Цивільне працевлаштоване населення становило 815 осіб. Основні галузі зайнятості: освіта, охорона здоров'я та соціальна допомога — 38,8 %, мистецтво, розваги та відпочинок — 11,8 %, роздрібна торгівля — 9,8 %, виробництво — 7,9 %.